# Stegomyrmex
Stegomyrmex – rodzaj mrówek należący do podrodziny Myrmicinae.

## Występowanie
Można je zaobserwować w Ameryce Południowej oraz Ameryce Środkowej.

## Gatunki
Należy do niej pięć gatunków:
- Stegomyrmex bensoni (Feitosa, Brandão & Diniz, 2008)
- Stegomyrmex connectens (Emery, 1912)
- Stegomyrmex manni (Smith, 1946)
- Stegomyrmex olindae (Feitosa, Brandão & Diniz, 2008)
- Stegomyrmex vizottoi (Diniz, 1990)